# Camptotypus trifasciatus
Camptotypus trifasciatus är en stekelart som först beskrevs av Gyöö Viktor Szépligeti 1908.  Camptotypus trifasciatus ingår i släktet Camptotypus och familjen brokparasitsteklar. Inga underarter finns listade.